# Jacobo de Ávila
Jacobo, en ocasiones citado como Diego, fue un religioso español, que ocupó el puesto de obispo de Ávila entre 1195 y 1203.
A diferencia de otros obispos de Ávila del siglo XII y XIII, no hay constancia de que mantuviese un papel relevante ni gran implicación en la política castellana. De hecho, hay pocas noticias conocidas de su episcopado. En 1198 fundó la parroquia de San Nicolás en Ávila, donde se colocaron las supuestas reliquias del santo. A pesar de su escasa participación en política, estuvo presente en una fiesta en Peñafiel en 1196, en presencia de Alfonso IX de León. En 1200 viajó a San Sebastián con el rey Alfonso VIII, donde el monarca iba a confirmar las condiciones por las que la señoría de Guipúzcoa se unía a Castilla y donde quedaron ratificados los fueros aplicables a dicho territorio. La firma de Jacobo aparece en un documento vinculado con aquel acontecimiento, si bien con una fecha, 28 de octubre de 1238, posterior a la de su muerte.
Junto a los obispos de Segovia y Zamora intervino en una petición del papa Inocencio III para que, a la luz del libro quinto de las Decretales, examinasen una denuncia del maestrescuela de la Catedral de Palencia acerca de una resolución dada por el obispo de su diócesis. Falleció en 1203 y fue enterrado en la catedral abulense, junto al altar del apóstol Santiago.